# 회룡문화제
회룡문화제는 경기도 의정부시에서 개최하는 지역 축전이다.